# Estables (Ardecha)
Étables és un municipi francès, situat al departament de l'Ardecha i a la regió d'Alvèrnia-Roine-Alps. L'any 2007 tenia 723 habitants.

## Demografia

### Població
El 2007 la població de fet d'Étables era de 723 persones. Hi havia 276 famílies de les quals 72 eren unipersonals (48 homes vivint sols i 24 dones vivint soles), 84 parelles sense fills, 104 parelles amb fills i 16 famílies monoparentals amb fills.
La població ha evolucionat segons el següent gràfic:
Habitants censats

### Habitatges
El 2007 hi havia 380 habitatges, 284 eren l'habitatge principal de la família, 80 eren segones residències i 16 estaven desocupats. 340 eren cases i 30 eren apartaments. Dels 284 habitatges principals, 210 estaven ocupats pels seus propietaris, 68 estaven llogats i ocupats pels llogaters i 6 estaven cedits a títol gratuït; 2 tenien una cambra, 26 en tenien dues, 58 en tenien tres, 95 en tenien quatre i 103 en tenien cinc o més. 268 habitatges disposaven pel capbaix d'una plaça de pàrquing. A 122 habitatges hi havia un automòbil i a 155 n'hi havia dos o més.

### Piràmide de població
La piràmide de població per edats i sexe el 2009 era:
| Homes | Edats   | Dones |
| ----- | ------- | ----- |
| 4     | 95 o +  | 0     |
| 4     | 90 a 94 | 4     |
| 0     | 85 a 89 | 4     |
| 4     | 80 a 84 | 4     |
| 16    | 75 a 79 | 16    |
| 8     | 70 a 74 | 12    |
| 8     | 65 a 69 | 20    |
| 16    | 60 a 64 | 20    |
| 12    | 55 a 59 | 8     |
| 12    | 50 a 54 | 16    |
| 8     | 45 a 49 | 4     |
| 32    | 40 a 44 | 24    |
| 24    | 35 a 39 | 16    |
| 40    | 30 a 34 | 36    |
| 8     | 25 a 29 | 8     |
| 20    | 20 a 24 | 20    |
| 12    | 15 a 19 | 8     |
| 4     | 10 a 14 | 16    |
| 28    | 5 a 9   | 24    |
| 20    | 0 a 4   | 24    |

## Economia
El 2007 la població en edat de treballar era de 463 persones, 337 eren actives i 126 eren inactives. De les 337 persones actives 310 estaven ocupades (175 homes i 135 dones) i 27 estaven aturades (7 homes i 20 dones). De les 126 persones inactives 43 estaven jubilades, 36 estaven estudiant i 47 estaven classificades com a «altres inactius».

### Ingressos
El 2009 a Étables hi havia 284 unitats fiscals que integraven 739,5 persones, la mediana anual d'ingressos fiscals per persona era de 16.144 €.

### Activitats econòmiques
Dels 36 establiments que hi havia el 2007, 1 era d'una empresa alimentària, 1 d'una empresa de fabricació d'altres productes industrials, 12 d'empreses de construcció, 7 d'empreses de comerç i reparació d'automòbils, 1 d'una empresa de transport, 2 d'empreses d'hostatgeria i restauració, 1 d'una empresa immobiliària, 4 d'empreses de serveis, 6 d'entitats de l'administració pública i 1 d'una empresa classificada com a «altres activitats de serveis».
Dels 12 establiments de servei als particulars que hi havia el 2009, 1 era un taller de reparació d'automòbils i de material agrícola, 3 paletes, 3 guixaires pintors, 2 fusteries, 1 lampisteria, 1 electricista i 1 veterinari.
L'únic establiment comercial que hi havia el 2009 era una fleca.
L'any 2000 a Étables hi havia 41 explotacions agrícoles que ocupaven un total de 620 hectàrees.

## Equipaments sanitaris i escolars
El 2009 hi havia 1 escola elemental i 1 escola elemental integrada dins d'un grup escolar amb les comunes properes formant una escola dispersa.

## Poblacions més properes
El següent diagrama mostra les poblacions més properes.